# Периная тягота
«Периная тягота» — галера Азовского флота России, построенная кумпанством Святейшего патриарха, участник Керченского похода 1699 года.

## Описание галеры
Одна из 18 деревянных галер, построенных для нужд Азовского флота кумпанствами. Проектная длина галеры должна была составлять 38,1 метра, а ширина — 7,3 метра, в действительности же, как и у других таких галер размеры, размеры судна не соответствовали проектным.
Галера помимо парусного вооружения была оборудована 14 парами вёсел, а её артиллерийское вооружение могли составлять от 21 до 27 орудий, из которых шесть 12-фунтовых пушек и от 15 до 21 фальконета.

## История службы
Галера «Периная тягота» была заложена на стапеле Воронежского адмиралтейства в 1697 года и после спуска на воду в 1699 году вошла в состав Азовского флота России.
В кампанию 1699 года принимала участие в Керченском походе. Во время похода галерой командовал капитан галерного флота Л. А. Лица.
В 1710 году находилась в Азове и была признана ветхой и непригодной к ремонту. В августе следующего 1711 года при передаче Азова Турции в соответствии с условиями Прутского мирного договора была оставлена в городе.

### Комментарии
1. ↑  Или 14 банок[2].